# 上海市朱家角中学
上海市朱家角中学，位於上海市青浦區朱家角镇沙家埭路88号。

## 沿革
由1942年建立的济青中学和1945年创建的约光中学合并而来。1978年，列为青浦县重点中学。1986年至2001年间，学校规模发展较快，教学设备得到明显改善。2004年1月18日，正式举行迁建工程落成典礼，迁入现址青浦区朱家角镇沙家埭路88号。它是上海市实验性示范性高中。

## 外部連結
- www.zhuzhong.cn